# Palazzo di St. James
Il palazzo di St. James (in inglese St. James's Palace) è una residenza reale britannica nonché uno tra i più antichi palazzi di Londra. Fu il palazzo ufficiale del monarca inglese dal 1698 sino al 1837, quando la regina Vittoria trasferì l'intera corte a Buckingham Palace, dopo la sua costruzione. Ancora oggi il palazzo è a disposizione della famiglia reale e viene occasionalmente utilizzato per cerimonie solenni (come la proclamazione dell'ascesa di un nuovo sovrano inglese), ricevimenti di rilievo o ancora per l'accreditamento degli ambasciatori più illustri. Il palazzo si trova sul Pall Mall, a nord di St. James's Park, uno dei Parchi Reali della città. Il palazzo è stato così per lungo tempo associato alla corte inglese, da essere divenuto esso stesso storicamente sinonimo di essa, chiamata Corte di San Giacomo (St. James' Court).

## Storia

### Il primo periodo: i Tudor

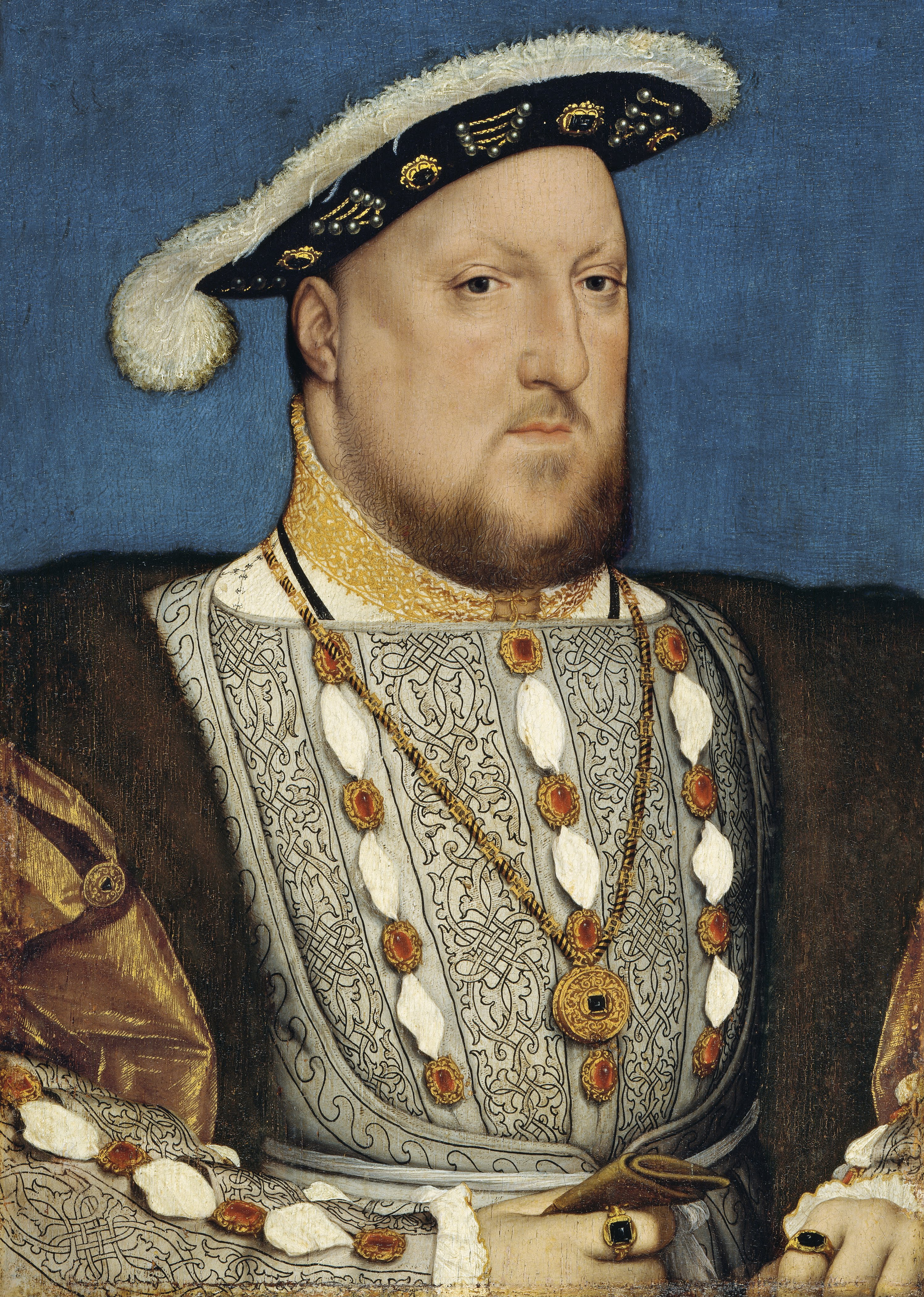
Enrico VIII d'Inghilterra che commissionò la costruzione del palazzo di St. James

Il palazzo venne commissionato da Enrico VIII e costruito sul sito precedentemente occupato da un ospedale per lebbrosi dedicato a San Giacomo il Minore, da cui poi il palazzo ed il parco retrostante presero il nome; l'ospedale venne chiuso ufficialmente nel 1532. Il nuovo palazzo, secondario per interesse nella mente del re rispetto al Palazzo di Whitehall, venne costruito tra il 1532 ed il 1536 come luogo di riposo per la coppia reale, per sfuggire alla rigida etichetta di corte. La struttura principale, contraddistinta dalla presenza di mattoni rossi alternati a mattoni più scuri per evidenziare i dettagli del complesso, secondo i dettami dello stile Tudor, venne affiancata da quattro cortili tra i quali spiccano ancora oggi la Colour Court, la Ambassador's Court e la Friary Court. L'ingresso principale (che ancora oggi è la parte più famosa del palazzo), è affiancato da torrette poligonali con bifore e trifore di stile georgiano costruite nel XVIII secolo. L'orologio sovrastante il portale d'ingresso venne aggiunto nel 1731, alterando in parte la struttura originaria per accogliere i meccanismi interni. Il palazzo venne rimodellato nel 1544, con soffitti dipinti da Hans Holbein il Giovane e venne descritto dai contemporanei come una "piacevole residenza reale".
Due dei figli di Enrico VIII morirono in questo luogo: Henry Fitzroy, duca di Richmond e Somerset, e Maria I (le interiora e il cuore di Maria si trovano ancora oggi nella cappella del palazzo). Sempre qui si dice che Elisabetta I, che era solita risiedere a palazzo, fosse in attesa della partenza della sua flotta la notte che essa salpò dai porti londinesi per combattere l'Invincibile Armata spagnola.

### Gli Stuart

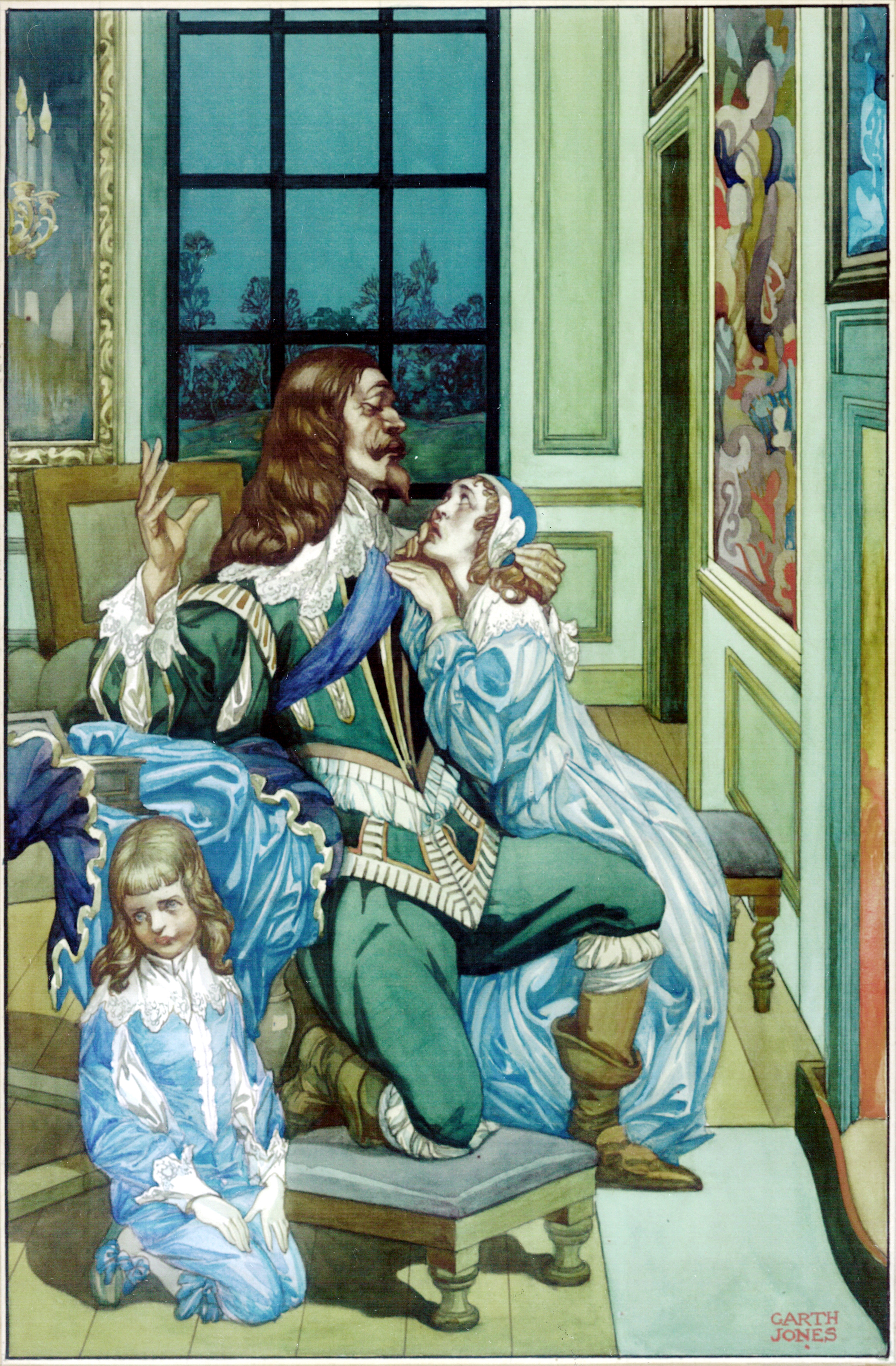
L'ultima notte di Carlo I al palazzo di St. James, disegno di Alfred Garth Jones

Sotto il regno degli Stuart, il palazzo venne utilizzato sempre come residenza reale. Enrico Federico, figlio di Giacomo I d'Inghilterra e Anna di Danimarca, vissero al St James's Palace sino alla morte del principe nel 1612. Durante questo periodo, il principe ereditario fece ampliare i giardini su progetto di Alphonsus Fowle. Venne aperta nel 1607 una scuola di cavalleria, la prima d'Inghilterra, e venne inaugurata una nuova biblioteca con decorazioni a scultura di Maximilian Colt. Il principe Enrico predispose inoltre una menagerie dove accogliere tra gli altri una coppia di struzzi ricevuti in dono.
Nel 1638, Carlo I affidò il palazzo a Maria de Medici, madre di Enrichetta Maria. La regina rimase a palazzo per tre anni ma la sua presenza come sovrana cattolica in un regno anglicano le arrecò una certa impopolarità e per questo si portò dopo poco tempo a Colonia. Carlo I dormì qui la notte prima della sua esecuzione. Oliver Cromwell successivamente fece del palazzo una caserma per il periodo dell'English Commonwealth. Dopo la restaurazione ad opera di Carlo II (figlio di Carlo I, che nacque al St. James Palace), venne ridisegnato completamente il parco retrostante il palazzo. Giacomo II, figlio secondogenito di Carlo I e di Enrichetta Maria, nacque a palazzo il 14 ottobre 1633.
Esso divenne la principale residenza del monarca a Londra dal 1698, durante il regno di Guglielmo III e di Maria II, dopo che Whitehall Palace venne distrutto dal rovinoso incendio che colpì la capitale.

### Dagli Hannover all'Ottocento

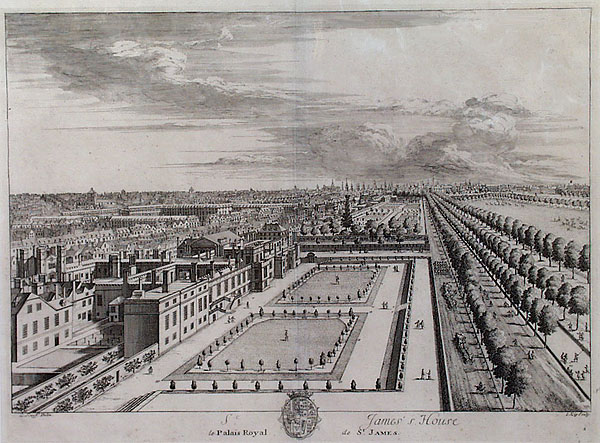
Visuale del Palazzo di St. James e del Pall Mall in una stampa di Jan Kip, 1715.

Anche i primi tre re della dinastia degli Hannover risiedettero al Palazzo di St. James e lo utilizzarono come loro residenza ufficiale anche se già si incominciava ad intuire che esso si trovava ad essere piccolo e poco lussuoso rispetto ai grandi palazzi delle monarchie d'Europa.
Giorgio I e Giorgio II entrambi utilizzarono il palazzo per accogliervi le loro rispettive amanti, la duchessa di Kendal e la contessa di Suffolk. Nel 1757, Giorgio II donò la biblioteca del palazzo al British Museum; inserendola poi nella Royal Collection.
Giorgio III aveva acquistato Buckingham House (struttura precedente al ben più famoso Buckingham Palace) per sua moglie Carlotta di Meclemburgo-Strelitz nel 1762, e con i progetti che ne seguirono il Palazzo di St. James continuò a diminuire progressivamente d'importanza. La famiglia reale iniziò quindi a trascorrere sempre più tempo a Buckingham House, e St James venne utilizzato unicamente per occasioni formali come le udienze pubbliche o le cerimonie ufficiali. Sul finire del XVIII secolo, Giorgio III rinnovò gli appartamenti di stato.

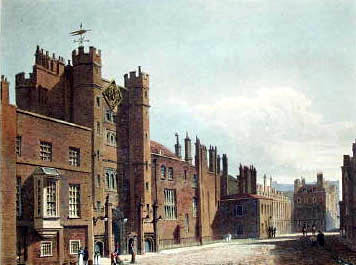
Il palazzo di St. James in un dipinto del 1819

Nel 1809 un incendio distrusse alcune parti del palazzo, inclusi gli appartamenti privati del monarca nell'ala est e sud-est. Questi appartamenti non vennero ricostruiti lasciando isolata la Cappella della regina e venne costruita la Marlborough Road che ancora oggi scorre tra le due costruzioni sopravvissute. Qui si svolse il matrimonio di Giorgio IV del Regno Unito. La Regina Vittoria trasferì ufficialmente la corte a Buckingham Palace (che nel frattempo era divenuto un autentico palazzo reale) nel 1837, ponendo così fine alla presenza stabile del monarca inglese al Palazzo di St. James, facendovi comunque modificare alcuni interni ad opera di sir Christopher Wren e di William Kent. Le ultime decorazioni sono da attribuire al 1866-67 ad opera di William Morris il quale ottenne la commissione di decorare l'armeria. Nel 1840, il palazzo venne utilizzato per accogliere la cerimonia di nozze della regina Vittoria e del principe Alberto e, diciotto anni dopo, quella di sua figlia Vittoria con l'allora principe Federico di Prussia.

### Il XX secolo

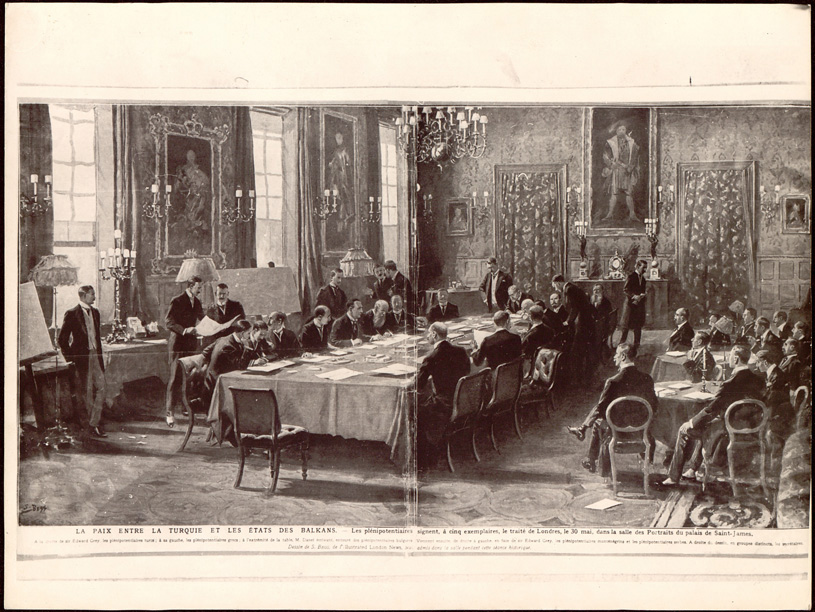
La firma del trattato di Londra (1913) al Palazzo di St. James.

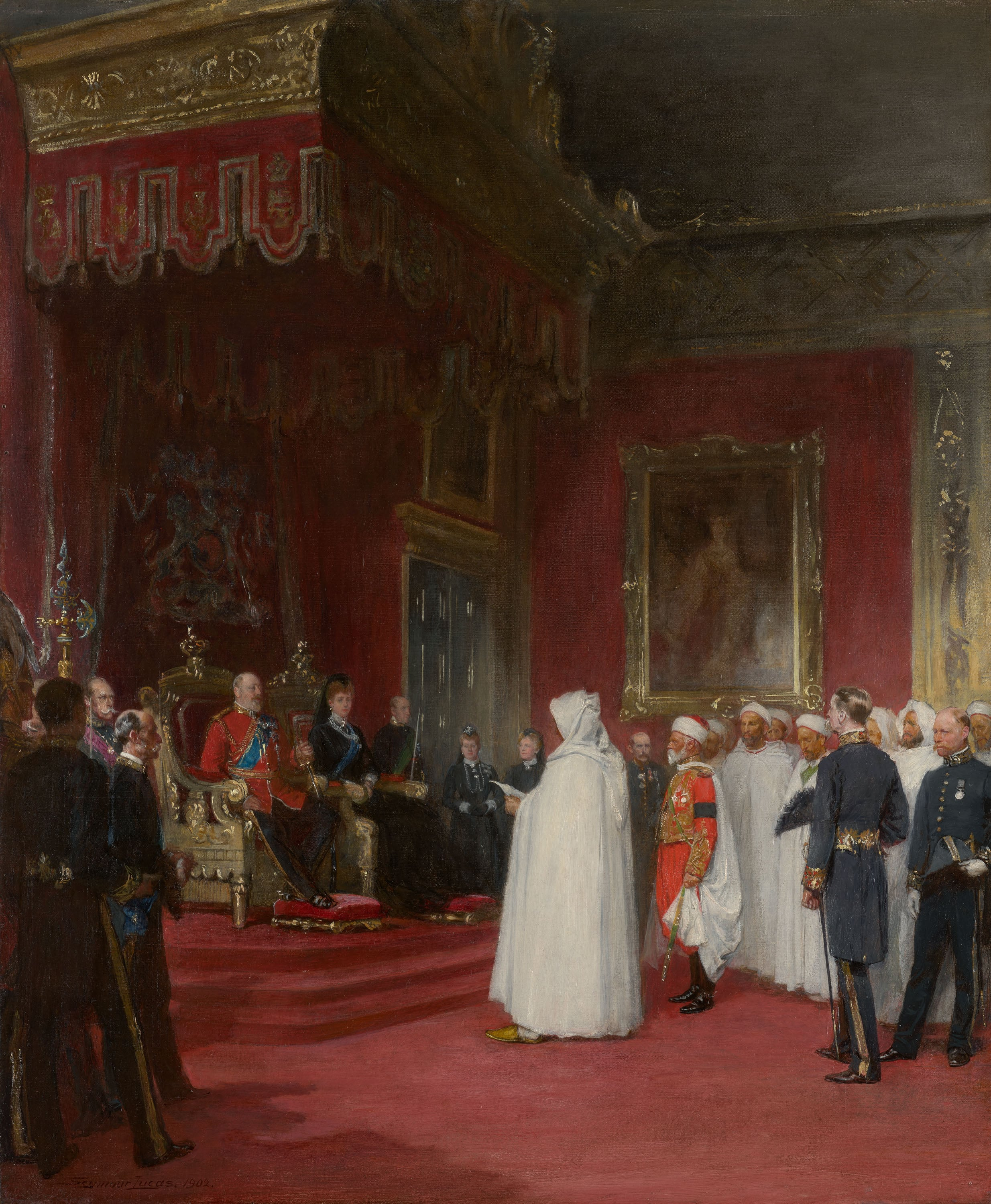
Edoardo VII riceve gli ambasciatori ottomani in Inghilterra al palazzo di St. James.

Nel 1912-1913 il palazzo ospitò il trattato di Londra tra gli stati balcanici e l'Impero ottomano a seguito delle guerre balcaniche. Edoardo VIII, quando ancora era principe di Galles, utilizzò il palazzo come propria residenza londinese, sino a quando non decise di spostarsi definitivamente a Marlborough House, e sempre qui venne celebrato il matrimonio di Giorgio V. Giorgio VI, come duca di York, decise di risiedervi e tale rimase sino al suo matrimonio nel 1923. La seconda conferenza sull'indipendenza indiana (settembre - dicembre 1931) si tenne proprio al palazzo. Il 12 giugno 1941, i rappresentanti di Regno Unito, Canada, Australia, Nuova Zelanda, Sudafrica, Belgio, Cecoslovacchia, Grecia, Lussemburgo, Paesi Bassi, Norvegia, Polonia e Jugoslavia assieme al generale Charles de Gaulle a nome della Francia, siglarono a palazzo la Dichiarazione di St James che fu la base della carta delle Nazioni Unite.

## Il palazzo oggi

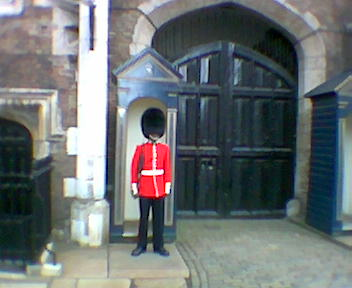
La guardiola al cancello principale del Palazzo di St. James

Il Palazzo di St. James è attualmente uno dei palazzi in uso dalla corte reale inglese e questo è il luogo ove solitamente il sovrano britannico accoglie ambasciatori stranieri di rilievo, mentre i capi di Stato di solito vengono ricevuti a Buckingham Palace; il presidente americano Donald Trump in occasione della sua visita di stato nel 2019 venne accolto in questo luogo. Esso è anche la residenza londinese della principessa Anna e della principessa Alessandra. Il complesso include anche la York House, una delle residenze ufficiali di William, principe di Galles, e dei suoi figli George, Charlotte e Louis, mentre la Lancaster House viene utilizzata dal sovrano per ricevimenti ufficiali data la sua vicinanza con Clarence House, un tempo residenza della Regina Madre Elizabeth Bowes-Lyon.
La Cappella della regina, costruita da Inigo Jones, è una delle parti sopravvissute del palazzo ed è l'unica parte accessibile al pubblico, mentre il palazzo è solitamente chiuso ed è uno dei quattro luoghi di Londra stabilmente sorvegliati dalle guardie del Re assieme a Buckingham Palace, Clarence House e la Horse Guards.
Dal 2000 qui si trova la Royal Philatelic Collection trasferita da Buckingham Palace.

## La Proclamation Gallery

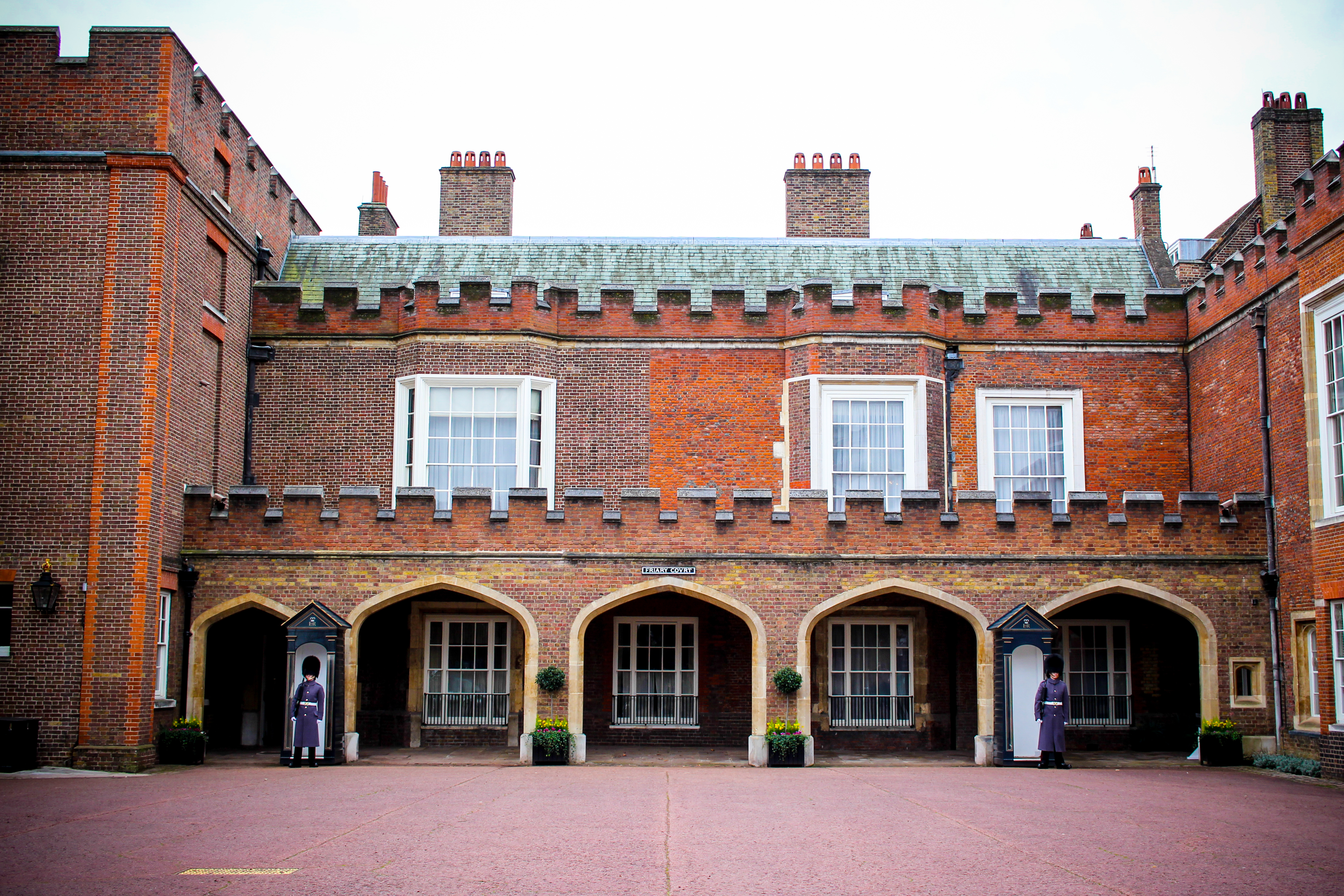
La Proclamation Gallery sovrastante la Friary Court nel Palazzo di St. James, dove avvengono le prime proclamazioni dei nuovi sovrani.

La Proclamation Gallery è parte del Palazzo di St. James ed è il luogo ove avviene la proclamazione di ogni nuovo sovrano inglese alla morte del precedente. L'Accession Council si riunisce a palazzo per dichiarare ufficialmente la successione del nuovo monarca; indi il monarca giura di difendere la Chiesa di Scozia, ai sensi dell'articolo XXV sezione II dell'Atto di Unione del 1707.
Subito dopo, il re d'armi della Giarrettiera si porta nella Proclamation Gallery, proprio sopra la Friary Court, per proclamarne ufficialmente la successione al pubblico e simbolicamente all'intero regno. L'ultimo di questi eventi si è svolto il 10 settembre 2022 per la proclamazione di re Carlo III del Regno Unito.